# Accidente del Junkers Ju 52 de Ju-Air de 2018
El accidente del Junkers Ju 52 de Ju-Air tuvo lugar 4 de agosto de 2018 cuando un avión de pasajeros Junkers Ju 52 operado por Ju-Air se estrelló cerca de Piz Segnas, Suiza, mientras se dirigía de Locarno a Dübendorf. Las 20 personas a bordo murieron.
Fue el primer accidente fatal de un avión de Ju-Air desde que la compañía comenzó a operar en 1982. La causa del accidente fue investigada conjuntamente por la Junta de Investigación de Seguridad del Transporte de Suiza (STSB) y la policía cantonal de Grisons en representación de las fiscalías federal y cantonal. En enero de 2021 se publicó el informe final.
El informe final de STSB sobre el accidente, publicado el 28 de enero de 2021, indicó que el accidente fue causado por los dos pilotos altamente experimentados que volaron de manera imprudente, sin tener en cuenta las regulaciones, que no pudieron anticipar la turbulencia esperada y que no pudieron controlar la aeronave y evitar que entrara en pérdida y cayera en barrena al suelo. El informe también encontró que la aeronave no estaba en condiciones de volar en el momento del vuelo, ya que los motores no estaban produciendo su potencia nominal mínima y que la empresa tenía una cultura de seguridad deficiente de incumplimiento de las reglas.

## Aeronave y tripulación

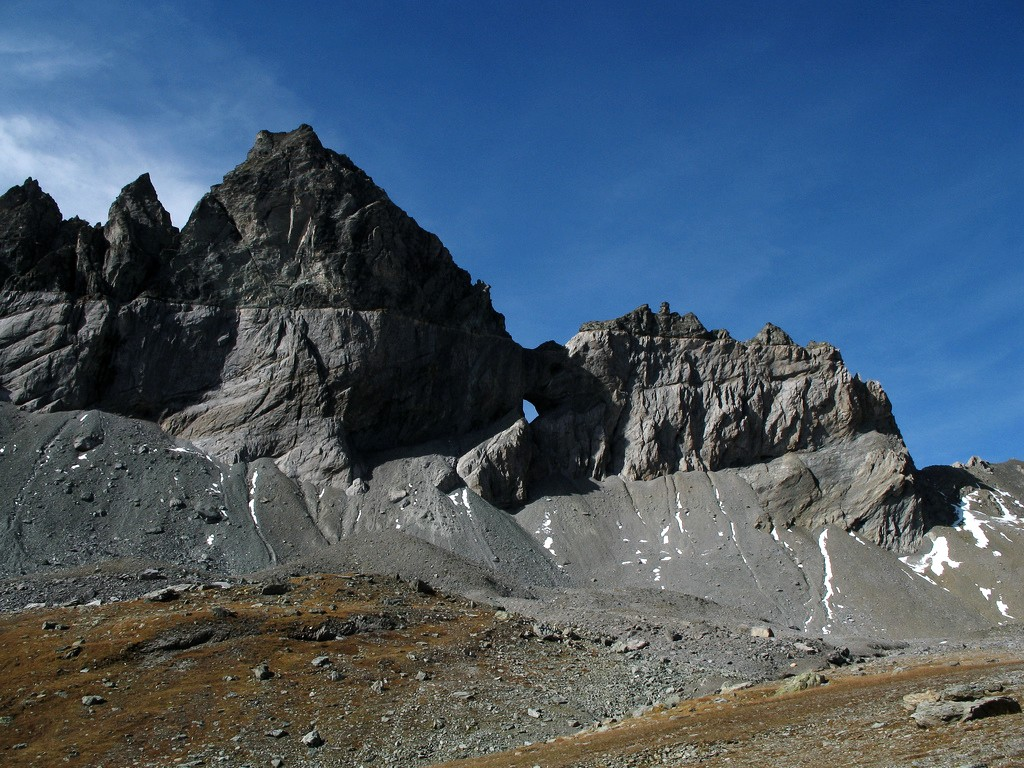
La cresta de la montaña Tschingelhörner mira hacia el noroeste, con el agujero Martinsloch (centro) y el paso Segnas (derecha). El Ju 52 se estrelló en la meseta de abajo.

El avión involucrado era un trimotor Junkers Ju-52/3mg4e, registro HB-HOT, msn 6595. Había servido en la Fuerza Aérea de Suiza desde 1939 hasta 1985, cuando fue adquirido por Ju-Air, una compañía que ofrece vuelos de turismo en aviones antiguos, y había registrado 10000 horas de tiempo de vuelo. Se había utilizado en las películas Where Eagles Dare (1968) y Valkyrie (2008).
El 6 de abril de 2018, la Oficina Federal de Aeronáutica Civil emitió un certificado de aeronavegabilidad válido por dos años. El día del accidente, el Junkers fue piloteado por dos capitanes veteranos, de 62 y 63 años. Ambos tenían una amplia experiencia como pilotos de Swissair, Swiss y Edelweiss Air, además de más de 30 años de servicio de la milicia con la Fuerza Aérea de Suiza. Ambos también tenían varios cientos de horas de vuelo de experiencia con el Ju-52. El tercer miembro de la tripulación era una azafata de 66 años, también con 40 años de experiencia profesional.
Las autoridades suizas dijeron en una conferencia de prensa el 5 de agosto que el avión parecía haberse estrellado casi verticalmente y a gran velocidad.